# The Transatlantic Review (1924)
The Transatlantic Review (1924) (también conocida como the transatlantic review) fue una influyente revista literaria mensual, creada y editada por el escritor Ford Madox Ford, en 1924. La revista tenía su sede en París, sin embargo era publicada en Londres por la compañía Gerald Duckworth and Company.
Aunque aparecieron sólo doce números, uno en cada mes de 1924, la revista tuvo gran impacto en la literatura anglosajona de principios del siglo XX, al publicar importantes obras de vanguardia como Finnegans Wake, de James Joyce. En la revista también aparecieron obras de Jean Cassou, Hilda Doolittle, Ernest Hemingway, Selma Lagerlöf, Jean Rhys, Gertrude Stein y Elsa von Freytag-Loringhoven. La revista fue financiada por el abogado y coleccionista neoyorquino John Quinn, que había sido persuadido por Ezra Pound para proporcionar recursos a Ford para la publicación de una revista literaria.
Ernest Hemingway fue editor invitado de la edición de agosto de 1924.
En 1959, Joseph F. McCrindle fundó una revista literaria y la llamó igual, la Transatlantic Review, en honor de la revista de Ford de 1924.